# Fischer-Zwergfruchtvampir

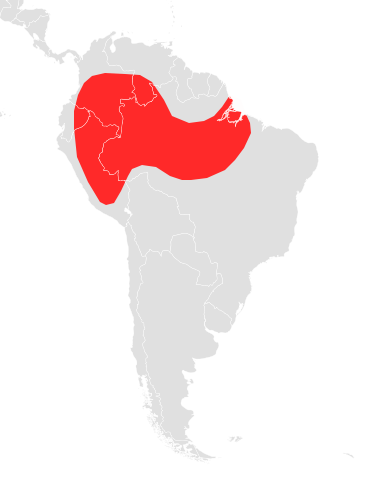
Verbreitungsgebiet des Fischer-Zwergfruchtvampirs

Der Fischer-Zwergfruchtvampir (Rhinophylla fischerae) ist ein Fledertier in der Unterfamilie der Kurzschwanzblattnasen, das in Südamerika verbreitet ist. Das Typusexemplar wurde im Osten Perus etwa 100 km südöstlich von Pucallpa gefunden.

## Merkmale
Die schwanzlose Art wird 44 bis 48 mm lang, hat 29 bis 32 mm lange Unterarme und ein Gewicht um 6,5 g. Die Hinterfüße sind fast 9 mm lang und die Länge der Ohren beträgt 9 bis 13 mm. Typisch sind braune Ohren, die nah am Kopf weiße Haare tragen. Der Tragus nimmt etwa 1/3 der Ohrelänge ein und ist breit. Auf der Oberseite ist graubraunes bis rotbraunes Fell vorhanden. Die hufeisenförmige Grundform des Nasenblatts ist mit der Unterlippe verwachsen. Wie bei allen Gattungsvertretern ist ein speerförmiger Aufsatz vorhanden.
Der Fischer-Zwergfruchtvampir hat einige Haare auf der Schwanzflughaut und einen Saum aus 2–3 mm langen Haaren an deren Kanten. Je nach Region besteht der diploide Chromosomensatz aus 34 (2n=34) oder 38 Chromosomen (2n=38).

## Verbreitung und Lebensweise
Im nördlichen Brasilien bewohnt die Fledermaus einen breiten Streifen entlang des Amazonas. Von da aus erreicht sie das südliche Venezuela, das zentrale Kolumbien und die östlichen Hänge der Anden in Ecuador und Peru. Als Habitat dienen ursprüngliche und veränderte tropische Regenwälder. Manchmal werden Fruchtbaumplantagen besucht.
Als Nahrung dienen unterschiedliche Früchte. Mit einem Embryo trächtige Weibchen wurden vereinzelt zwischen März und August registriert. Andere Gattungsvertreter fliegen nicht höher als 10 Meter über dem Grund.

## Gefährdung
Regional können sich Waldrodungen negativ auswirken. Eine Populationsabnahme geschieht wenn, dann nur gemäßigt. Die IUCN listet den Fischer-Zwergfruchtvampir als nicht gefährdet (least concern).